# Lijst van schurken uit Charmed
Dit is een lijst van kwade wezens in Charmed.
Charmed is een televisieserie over drie zussen, die goede en machtige heksen zijn, bekend onder de naam de Charmed Ones. In Charmed zijn er veel slechte wezens waar de zussen mee te maken krijgen. Dit is een lijst met al de schurken, die de Charmed Ones zijn tegengekomen in de serie.

## Categorisatie

### Demonen
De demonen in de Charmed-mythologie zijn gecategoriseerd als de amorele, zielloze, kwade figuren, met extreem magische mogelijkheden en donkere krachten. Ze verspreiden het kwaad, droefheid, angst, wantrouwen, verlies van hoop en dood op zich. De demonen hier verschijnen in menselijke vorm, maar hebben ook demonische vormen. Deze zijn op een paar uitzonderingen na, pure slechtheid. De meest prominente is de demon Belthazor, die een ziel had, door zijn half-demon, half-mens erfenis. Zijn alter ego Cole Turner, werd goed, door zijn samenleven met de Charmed Ones, de beschermers van de onschuldigen. De andere en enige bekende demon met een ziel was de baby demonbeest, die verscheen in het zesde seizoen van de serie.
Mensen kunnen ook demonen worden als ze hun ziel verliezen, het hoofdbestand van hun geweten en sterfelijkheid. Er bestaat een demonische trainingsschool die geleid wordt door een demon van hoger niveau genaamd: Kellerman. De afgestudeerden dienen onmiddellijk de bron van het kwaad.
Net als mensen getraind kunnen worden om hun menselijkheid te verliezen, kunnen demonen ook goed worden, zeker als ze in een milieu blijven dat omringd is door licht en goedheid. Net als wat gebeurde met Cole Turner.

### Warlocks
Dit zijn slechte heksen in de Charmed mythologie. Ze verschillen van demons. Ze kunnen mannelijk of vrouwelijk zijn, maar worden beschouwd als tweederangs burgers in de onderwereld.
Een Warlock zijn hoofddoel is het doden van goede heksen, om zijn of haar krachten te stelen. De eerste Warlock die de zussen belaagde was Piper Halliwells verloofde Jeremy Burns. Geen Warlocks zijn verkozen geweest om de bron van alle kwaad te zijn, omdat deze titel rechtstreeks door afstamming, magie, of onderwereldstrijd wordt verkozen.
Alhoewel er wel muiterij is geweest door Warlocks zoals Devlin in 'Muse to my ears en Bacarra in A witch in Time

## Hoofdvijanden Per Seizoen
Charmed heeft twee of drie grote verhaallijnen per seizoen, ongeveer de helft van deze verhaallijnen gaat over een groot kwaad. In Charmed zijn dat:
- Rex Buckland en Hannah Webster (eerste helft van seizoen 1)
- De Raad (council) (geïntroduceerd in de helft van het tweede seizoen)
- De Triade (The Triad) & Belthazor (eerste helft van seizoen 3)
- De Bron van al het kwaad (The source of all evil) ( tweede helft van seizoen 3 & eerste helft van seizoen 4)
- Cole Turner/Source/Seer (tweede helft van seizoen 4)
- Coles derde demonische leven (eerste helft van seizoen 5)
- Gideon (tweede helft van seizoen 6)
- De Avatars (eerste helft van seizoen 7)
- Zankou (tweede helft van seizoen 7)
- Triade/ Dumain/ Christy (tweede helft van seizoen 8)

## Lijst van primaire vijanden Charmed
- Avatars: De Avatars verschenen voor het eerst in seizoen 5 aflevering Sam I Am en keerde terug in de 100e aflevering Centennial Charmed. De Avatars wilden dat Cole Turner zich bij hen zou aansluiten, maar het was te laat wanneer hij vernietigd werd. Tegenwoordig is het een groot wederkerig karakter in de serie, nadat de Avatars Leo Wyatt en de Charmed Ones hebben overgehaald om mee te helpen de wereld te veranderen in Utopia, waar de Avatars alles in beslissen, waren de Avatars al snel genoodzaakt hun doen, ongedaan te maken door de Charmed Ones (de kracht van het ultieme goede) en Zankou (leider van de demonen). De Avatars zijn indirect de oorzaak van de dood van Cole Turner en Kyle Brody.
- Barbas: de demon van de angst. Hij zou pas om de 1300 jaar verschijnen, op vrijdag de 13e en doodt hij 13 vrouwelijke heksen. Wanneer hij in seizoen 1 verschijnt, wordt hij verslagen door de Charmed Ones wat hem aanzet naar een mogelijkheid te zoeken om herhaaldelijk terug te komen en wraak te nemen. Hij verscheen zowat in elk seizoen maar werd geen hoofdschurk.
- Belthazor: De demon met een ziel en de helft van Cole Turner. Een zeer sterke, maar niet onoverwinnelijke demon. Belthazor heeft de mogelijkheid om 'energy balls' te gooien, te 'shimmeren', en veel andere mogelijkheden die hij geleerd of gestolen heeft van andere demonen. Belthazor heeft een rood-zwart gestreept lichaam, en was zwaarder en groter dan zijn menselijke helft. Hij was een gevreesd demon, bekend bij ieder kwaad in de onderwereld. Hij werd achter de Charmed Ones gestuurd door de Triade, die later gedood zullen worden door Cole Turner.
- Cole Turner: Belthazors menselijke helft.
- Rex Buckland: Een Warlock die voor de Source werkt, aangesteld door de Raad, om de Charmed Ones te doden beginnende met de oudste zuster Prue Halliwell. Hij en zijn kompaan Hannah Webster deden zich voor als de nieuwe eigenaren van het veilinghuis Buckland's. En heeft de kracht van 'astrale projectie' en 'morphing'. Ze hebben geprobeerd om de krachten van de zussen te stelen, maar dat is niet gelukt, daar de zussen hulp kregen van Leo Wyatt hun Whitelighter
- Gideon: een van de krachtigste Elders met multiple krachten waaronder: onzichtbaarheid, telekinese, gedachtenprojectie, molecular combustion, telepathie, 'shape shifting', moleculaire immobilisatie. Gideon is de grondlegger van Magic School, en toegewezen als hoofd van Magic School waar jonge magische wezens worden opgeleid hoe ze hun krachten moeten leren gebruiken. Eens supporter en voorstander van het huwelijk van Leo Wyatt en Piper Halliwell verandert zijn houding drastisch met de geboorte van Wyatt Halliwell. Hij koesterde de angst dat de krachten die Wyatt bezit, hem zouden corrumperen en slecht maken, waarom hij het plan opvatte om Wyatt te vernietigen.
- Shax: een zeer sterke demon van hoger niveau en persoonlijke huurmoordenaar van de Source, en daarom een zeer gevaarlijke vijand. Shax heeft de kracht om te reizen in een tornado met de kracht om zeer sterke energie ontploffingen op te roepen dood hij zijn slachtoffers. Hij dood Prue Halliwell nadat Tempus de tijd terugdraait.
- De Ziener: Een zeer wijze demon van een hoger niveau, die in de toekomst kan kijken. Ze heeft veel bronnen van kwaad gediend en dood niet enkel als ze wordt uitgedaagd.
- Triade: Een groep van drie hoge demonen, zij staan hoog op de hiërarchische ladder direct onder de Source. Wanneer ze weet kregen van het bestaan van de Charmed Ones begonnen ze demonen te sturen om hen te vermoorden. De leden van de Triade bestaat uit drie mannen die er menselijk uitzien maar met zwarte ogen en geen oogwit. Ze worden uitgeschakeld door Cole Turner. In seizoen 8 keert de Triade echter terug.
- de Bron: De naam van de heerser der onderwereld, vernoemd in aflevering 15, seizoen 2. Hij is de baas van de onderwereld en alle kwade wezens, heeft een gehavend gezicht met een tribal tatoeage. Hij is de grootste vijand van de Charmed Ones en stuurt vele demonen om met de zussen af te rekenen. Zijn grootste succes is de dood van Prue Halliwell. Hij wordt uiteindelijk vernietigd door de Charmed Ones. Cole turner wordt door een list zijn opvolger, en eveneens vernietigd door de Charmed Ones in seizoen 8 wordt de eerste Source terug tot leven opgeroepen door een demon, maar alweer vernietigd door de Charmed Ones
- Hannah Webster: Rex' geliefde en compagnon in Buckland's. Een lager niveau van Warlocks met de mogelijkheid om in een panter te veranderen, en hitte op te wekken.
- Zankou: Een krachtige demon, die een vijand was van de Source. De Source heeft hem gevangengezet, uit angst, omdat Zankou de Source kon verslaan in kracht. Zankou probeert controle te krijgen over de Nexus.
- Christy Jenkins: Een zeer sterke heks en Billy's oudere zus. Zij werd gekidnapt door Scatter demonen op 6-jarige leeftijd. Opgeleid door de Triade, lokt Chrissy haar zus van de Charmed Ones weg in een poging hen te vermoorden.

## Lijst van kleinere Charmed vijanden

### Demonen
- Abraxas: Is de demon van leugen en bedrog; Leeft in een parallel universum, en is bekend om het vernietigen van goede heksen, door hun krachten te demoniseren.
- Andras: Demon van uitzinnige woede, gebruikt woede als een poort om zijn slachtoffers uitzinnig van woede te maken, tot ze een grove gewelddaad plegen. De uitzinnige woede verlaat het slachtoffer pas nadat de daad is uitgevoerd. Hoewel de daad een groter doel dient. De demon van uitzinnige woede ligt aan de basis van oorlogen die eeuwen duren, en landschappen vertekenen. Andras is heel moeilijk te verslaan.
- Antosis: Een demon die samenwerkte met de Imp meester, om goede Samaritanen te doden, en buurten te vernietigen om territorium uitbreiding.
- Arnon: Een demon die capabel is om grote krachten op te speuren, en er controle over heeft als het lichaam dat de kracht herbergt is vernietigd.
- Banshee: In Charmed zijn zij gewezen heksen die veranderen in Banshee demonen die zich voeden met zielen in grote pijn en smart. Ze hebben wit haar, vampierachtige tanden en dragen gescheurde kleding. Ze worden aangetrokken door de menselijke inner geschreeuw, gedreven om hen te vernietigen. Ze uiten een hoge toon van geschreeuw, onhoorbaar voor mensen, en gebruiken het als een sonar om zich te focussen op menselijk verdriet. Wanneer ze hun slachtoffer gevonden hebben verandert hun schreeuw in een schreeuw waardoor de menselijke bloedvaten springen, met de dood tot gevolg.
- Zwart Hart: Een vrouwelijke demon die eens samenwerkte met Paul Haas met zijn plan om de Charmed Ones uit hun schuilplaats te lokken. Ze lokt tieners door uit hun emoties en angsten te tappen, om hen te verwarren en hen met geheugenverlies terug de straat op te sturen.
- Bosk: Een sinistere lagere demon, die aanvalt door lichtpijltjes naar zijn slachtoffers te schieten.
- Bounty Hunters. Dit zijn hartloze lagere demonen, die alles doen om hun bounty te bemachtigen. Gewoonlijk gaan ze op zoek naar gevluchte demonen, maar voor de juiste prijs, jagen ze op alleman, om hun bounty te krijgen. Ze hebben de kracht om energy balls te gooien, bliksemschichten te gooien om hun doel te vangen. Ze verplaatsen zich door Shimmering
- Broederschap van de doorn: Dit is een elite club van demonen, die direct onder de bron van alle kwaad staan, de bron selecteert de leden van het broederschap zelf. De leden doen een bloedeed van levenslange trouw en loyaliteit. Een van hun voornaamste doelen is om in de menselijke wereld binnen te dringen door multinationals over te nemen. Belthazor was een lid van deze club. Andere bekende leden zijn Vornac, Klea, Tarkin. De grote leider van de elite groep was een gedachte lezende demon genaamd Raynor die de leden traint en bijstaat, vóór Cole hem vermoord.
- Brute Demon: Een demon van hoger niveau, met een overweldigende fysieke kracht. Ze werken alleen, gewoonlijk door het verbrijzelen van de schedel van hun slachtoffer. Bepaalde toverdrankjes hebben een effect op deze demon. Deze demonen maken gebruik van camouflage, in hun aanval.
- Burke: Een demonische premiejager. Hij gebruikt magische kristallen en cryogenetische containers. Deze demon heeft de kracht om direct te bevriezen, om zo zijn prooi als een trofee te behouden.
- Celerity Demonen: Zeer krachtige wezens die met de snelheid van het licht bewegen, en zich voeden met de laagste demonen. Trots, Einzelganger, agressief en met een snelheid onopmerkbaar door het menselijk oog, is het moeilijk om ze te bekampen of te vinden.
- Kameleon Demonen: Kameleondemonen zijn van het Shape-Shifterras; ze hebben de mogelijkheid om elke vorm aan te nemen. Ze bezitten de kracht om te zien en te horen terwijl ze een meubelstuk nabootsen, of in een andere vorm zijn. Ze hebben de kracht om direct hun vorm te herstellen nadat ze verwond zijn geraakt, en naast deze krachten kunnen kameleondemonen ook Shimmeren en zijn ze telekinetisch
- Graaf Roget: Graaf Roget was de eigenaar van het Cabaret Fantome 106 jaar geleden maakte hij een overeenkomst met een demon. Hij werd gedwongen zich bankroet te verklaren, wat de onderliggende reden was voor de overeenkomst. Wanneer de club afbrandde en iedereen in de club stierf, stierven de goede en de kwade zielen samen. Nog de goede zielen als de kwade zielen konden verder omdat ze elkaar tegen hielden. Ze zijn vastgeroest in hun respectievelijke levens na de dood, onwetende van hun lot. George, een van de zielen, was in staat om Mike te bezetten, en een hulpkreet te doen.
- De Raad: Een demonische raad die de bron dient en beschermt. Onder de leden bevinden zich twee demonen van het hoogste niveau, twee zwarte magie priesters en vuur starters. Ze werden bekend en verschenen in de tweede helft van seizoen 2, wanneer ze een flesgeest inhuurde om de Charmed Ones te bedotten. De raad beschermt de Grimoire de tegenstrever van het Boek der Schaduwen. Ze verschijnen terug in seizoen 4 maar worden vernietigd door het ongeboren kind van de zieneres bij haar kroning tot bron.
- Creeper Demonen: Zijn demonen die in de schaduw leven.
- Creo: Een demon die Dumain en Chrissy Jenkins dient. Hij offert zichzelf op samen met de Goon zodat hij niets kan vertellen over Dumain/Chrissy Jenkins/De Triade, wanneer de Charmed Ones een waarheidsspreuk tegen hem uitspreken.
- Crone: Is een zeer gerespecteerde en welbekende adviseuse van het kwade. De Crone kan in de toekomst kijken wat haar zeer belangrijk maakt. Ze is demon van een hoog niveau en beschikt over sterke demonische krachten.
- Cryto: De demon van de ijdelheid. Cryto beschikt de kracht om verloren jeugd te geven en schoonheid te herstellen, met een zwaai van zijn hand, zowel als het tegenovergestelde, mensen verouderen tot ze vergaan in stof, in enkele seconden. In de 16e eeuw reisde hij hertogdom na hertogdom rond, schoonheid en jeugd belovend, tegen een hoge prijs. In ruil voor schoonheid, eiste Cryto de zielen van diegenen die gebruik maakte van zijn dienst. Een groep van drie heksen zochten een oplossing om Cryto te vernietigen, ze slaagde erin om de demon van zijn huid te scheiden. Hij wordt weer opgeroepen door de tante van de Charmed Ones
- Damien: Damien is een darklighter die door Gideon gezonden was om Leo Wyatt te doden.
- Dantalian: Dantalian is een hoge priesteres van de onderwereld, zij schenkt grote krachten aan diegenen die ze verbindt in huwelijken. Door een van de Charmed Ones te ontvoeren en te huwen aan een Warlock (Zile), heeft ze een invloed op de Charmed Ones, en ze aan het Boek der Schaduwen kan geraken. Ze is vernietigd door de Charmed Ones.
- Zwarte Ridder: De zwarte ridder, is een krachtige demon van hoger niveau, die naar het legendarische zwaard Excalibur zoekt om het te bemachtigen, maar verraden werd door Mordaunt en vernietigd door Piper Halliwell. Zijn krachten zijn die van teleportatie, energieballen, telekinese, oproeping en moleculaire immobilisatie.
- Zwarte Priesters: Zwarte Priesters leiden op aarde en in de onderwereld ceremoniën en verbindingen van het kwaad.
- Demonische Kinderen: Demonische kinderen zijn het nageslacht van hoog niveau demonen. Deze kinderen kunnen extreem gevaarlijk zijn, als ze in hun krachten groeien. Het enige wat hen kan vernietigen is Het Niets. Nadat ze uit de ijswagen ontsnapt waren, werden ze er terug ingestopt door Prue Halliwell en Victor Benett.
- Demonatrix: Demonatrixen zijn dodelijke vrouwelijke huurmoordenaars, die kunnen Shimmeren en bekend zijn voor hun excellente vechtkunsten.
- Dogan: Dogan is een demon van hoger niveau, met telekinetische krachten. Hij absorbeert de geest van andere magische wezens, en steelt hun krachten door ze te doden.
- Drasi: Demon van de haat, en aartsvijand van Cupido.
- Dumain: Een demon die de Triade diende, en bondgenoot van Christy Jenkins. Hij was Christy's en Billy's denkbeeldige vriendje.
- Elkin: Een demon die de angst bij stervelingen kan vergroten, tot ze eraan doodgaan. Hij kan ook supernatuurlijke snelheid gebruiken.
- Enkol & Sokol: Twee rivaliserende demonen clans die elkaar rauw lusten. De Enkol demonen kunnen onzichtbaar worden. De Enkol demonen worden geleid door Malvoc en Vassen die Piper Halliwell en Leo Wyatt bedotten, zodat ze de gehele Sokolclan vernietigen.
- Executie Demonen: Demon huurlingen, die een hoge leider dienen, in de demonische wereld.
- Fury's: Fury's zijn mythologische demonen, die als rechter, jury, en beul handelen tegen iedereen die ze beschouwen als een kwaaddoener. Zo kunnen ze een daad van kleine winkeldiefstal gelijkstellen aan een daad van een seriemoordenaar. Ze ontlenen veel plezier aan de moord van hun kwaaddoeners. Als ze hun gedachten concentreren, verplichten ze hun slachtoffer de schreeuwen van zijn slachtoffers aan te horen. De rook van de Fury's is dodelijk voor boosaardige mensen, maar bij goede mensen, opent het een poort van, onuitgesproken boosheid. Deze gevoelens stapelen zich op tot het hun menselijkheid verteerd, en hen verandert in een Fury.
- Gammil: Ook bekend als de verzamelaar. Gammil bezit een kleine metalen staf, die energiestralen afschiet, met twee verschillende niveaus en functies: een blauwe straal, die verkleint alles waar het op gericht wordt, en een rode verbrandingsstraal. Hij bezit ook genoeg krachten om Golems te maken. In de jaren zeventig werd Gammil vervloekt om net zo lelijk aan de buitenkant te zijn als hij aan de binnenkant is. Wat Gammil ertoe aanzette een Golem te bouwen uit klei naar zijn vroegere uiterlijk, die jonge vrouwen lokte, in zijn huis om nadien te verkleinen en te bakken in zijn oven. Zodat hij kleifiguurtjes heeft van echte vrouwen.
- Gith: Een demon die parallelle werelden kan creëren.
- De Goon: Een demon die een bondgenoot was van Creo, en zichzelf opofferde samen met Creo zodat hij niets over de Triade/Christy Jenkins/Dumain kon zeggen tegen de Charmed Ones na een waarheidsspreuk.
- Grimlocks: Grimlocks zijn demonen die het zicht stelen van onschuldige kinderen, en hun zicht gebruiken om het aura te zien van goede mensen, die ze moeten doden.
- Bewakers (Guardians): Demonen die criminelen beschermen.
- Hecate, Koningin Van De Onderwereld (Charmed): Een vrouwelijke demon genaamd Jade D'mon die eens om de 200 jaar naar aarde komt, om een onschuldige te zoeken en hem onder een spreuk naar het altaar te leiden om te huwen. Nadien dient haar echtgenoot haar zwanger te maken; zodat haar kind er als een normaal persoon aan de buitenkant eruitziet. Maar innerlijk en geestelijk zou het kind puur demonisch zijn. Hecates spreuk kan enkel verbroken worden door een verklaring van echte liefde. Hecate en haar demonische bruidsmeisjes worden vernietigd door een speciaal Italiaans mes (een poignard) met de inscriptie: Ik zal niet rusten tot de demon vernietigd is.
- Harpies: Een clan van angstaanjagende vrouwelijke demonen, met scherpe nagels in de vorm van een klauw. Ze zijn immuun voor de krachten van een heks.
- Handelaars Demonen: Dit zijn demonen die handelen in krachten, en het verkopen van magische goederen op de zwarte markt.
- Demon Van Illusie: Zijn doel is het verspreiden van geweld in de samenleving. Hij doet dit door in te stappen in horrorfilms. Deze demon kan ook filmpersonages tot leven wekken.
- Javna: Javna voedt zich één week per jaar, door de levenskracht te stelen van jonge mensen, door middel van zwarte magie dat de kracht van het boze oog oproept, om eeuwige jeugd te verkrijgen.
- Jeric & Isis: Jeric is een Egyptische demon, bekend om zijn rituele mummificaties, hij kan dematerialiseren in zand, alsook ontstaan uit zand. Wanneer magiërs niet in staat waren om hem te vernietigen, hadden ze hem gemummificeerd. Isis een kwade heks, bevrijdde hem door middel van een spreuk. Ze werden verliefd, maar Isis werd gedood door zijn vijanden, sindsdien is hij op zoek naar een lichaam om de geest van Isis in te huizen.
- Jinni: Jinni is een vrouwelijke demon die vervloekt was om een flesgeest te zijn. Ze werd bevrijd door Phoebe Halliwell en gebruikte het leger van Bosk om de verloren stad Zanzibar te vinden.
- Julie: Julie was de demonische assistente van Cole Turner. Julie werd gezonden door de zieneres om Cole te verleiden, zijn koningin te worden, maar dat mislukte. Ze werd gedood door Phoebe, omdat ze trachtte hun huwelijk kapot te maken.
- Kaia: Kaia is een Kieran demon, die werkte voor Cole Turner als Phoebes dubbelganger, die Cole naar de Halliwell zussen stuurde, zodat die hem met rust zouden laten. Kaia werd vernietigd door Phoebe.
- Katya: Katya is een Shapeshifter die eens vele duistere heren gediend heeft. Ze ging op een zelfstandig statuut verder, en kwam op het idee om de wereld te vernietigen, door de plagen van Pandora's doos vrij te laten. Daarvoor moest ze de doos bemachtigen van de bewakers van Pandora's doos. Ze werd vernietigd door Paige Matthews.
- Kazi Demonen: Basisniveaudemonen, die een Kazi-Koning dienen, en met hem gelinkt zijn. Als de Kazi-Koning vernietigd wordt, wordt ineens de hele Kaziclan vernietigd.
- Keats: Een demon van hoger niveau, die Cole diende toen hij de bron van alle kwaad was. En een van de enige die probeerde een alliantie te verkrijgen met de vampierdemonen. Zijn krachten waren Shimmeren en het gooien van 'energieballen'. Hij werd vernietigd door Cole.
- Kelman: Hoofd van de demonische trainingsacademie, en een demon die dodelijke metalen ballen met messen kan oproepen. Deze ballen hadden geen invloed van de zwaartekracht en konden met een enorme snelheid ronddraaien terwijl ze onder mentale controle van Kelman stonden. Kelman is een demon van hoger niveau en immuun voor temporale partikelstatus. In de mensenwereld doet Kelman zich voor als een zakenman, op zoek naar wanhopige klanten, die hij rekruteert voor de academie.
- Krychek Demonen: Zijn demonen van lager niveau die hun heer dienen in de onderwereld, ze kunnen herkend worden door de tatoeagekenmerken die hun clan vertegenwoordigt.
- Kurzon: Een vijand van de Bron. Hij was verbannen uit de onderwereld voor het opzetten van een mislukte coup. Kurzon was de leider van een demonische factie, en was een extreem sterke demon, met de kracht van wederopstanding, energieballen, shimmering niets van deze krachten zijn sterk genoeg voor de "kracht van drie spreuk" van de Charmed Ones
- Lazarus Demon: Zeldzaam, een demon van hoger niveau, capabel om zichzelf weer te doen opstaan na een vernietiging. Tenzij de resten begraven worden binnen de heilige gronden van een kerkhof. Een vuurbal, partikelversnelling, of het puntje van een zwaard kan hen al vernietigen, en wordt hij gereduceerd tot een hoopje as, maar ze zullen zich snel terug hervormen uit het as. Lazarus demonen zien eruit als mensen en hebben zeer sterke telekinetische krachten, ook kunnen ze zichzelf teleporteren. Ze zijn gemeen en onbetrouwbaar zelfs voor een demon, hoe langer ze weg zijn van het kerkhof, hoe sterker hun krachten worden.
- Libris: Een ras van demonen die de taak hebben te verzekeren dat geen enkele sterveling het bestaan van het kwade kan bewijzen. Ze zorgen hiervoor door iedereen te vermoorden die er bewijs van vindt. Libris demonen verschijnen als een wat oudere man, ze hebben een grijzige huidskleur. Deze demonen hebben de kracht om teleportatiepoorten te maken, een zeis op te roepen uit het niets. Hun geprefereerde methoden om te doden is het gebruik van hun zeis, waarmee ze hun slachtoffers onthoofden.
- Lord Dyson: Een demon die een boze landbaron was, in Lady Godiva haar tijd. Hij voedt zich met de pijn van onderdanen, en wekt kracht op uit onderdrukte emoties.
- Litvak: Een tweedeniveaudemon, die veel krachten heeft. Litvak gebruikt een versie van telepathie dat hem in staat stelt om gedachten te lezen, en telepathisch te communiceren, en achtergebleven psychologische gedachten te voelen. Dat stelt hem in staat om te praten, en te speuren naar en met mensen door uit hun essentie te tappen op een locatie waar men geweest is, en gebeurtenissen te weten te komen die daar hebben plaatsgevonden. Hij is immuun voor de Salon trucjes van heksen dat wil zeggen immuun voor de bevriezingskracht van Piper. Het is niet duidelijk of hij voor alle heksenkrachten immuun is, hoewel het wel lijkt dat dit het geval is. Litvak werkt direct voor de Bron, en kan met de Bron praten door middel van een grote bal van supernatuurlijk vuur.
- Lucas: Een gewezen sterveling, wiens straf voor verteerd te zijn door zonde erin bestaat de verdeler en bewaker te zijn van de doos met de 7 hoofdzonden ballen na zijn dood. Zijn taak is om onschuldigen te infecteren met zonde door de 'zondeballen', zodat ze zichzelf zouden vernietigen, en zo hun ziel over te leveren aan het kwaad. Lucas beschikt over de mogelijkheid zich te teleporteren en zijn demonische koeriers te vernietigen als hij er zin in heeft, over een zesde zintuig om te weten voor welke zonde een mens ontvankelijker was, over mentale controle over de zondeballen en ze te doen zweven en te sturen naar wie hij wil. Hij is de enige die de zonde uit de mens kan halen nadat deze geïnfecteerd werd. Lucas kan enkel vernietigd worden door hemzelf te infecteren met de zondeballen.
- Ludlow: Een demon van hoger niveau, die kinderen traint om persoonlijke dienaren van de Bron te worden. Hij heeft de kracht van: telepathie, oproeping, energy balls, onzichtbaarheid, moleculaire immobilisatie, de mogelijkheid om zichzelf om te zetten in elektriciteit om in die vorm te reizen, hij komt en gaat in een vorm van elektrische bliksem, en hij is bestand tegen vuur.
- Manticores: Manticores zijn zeer gevaarlijke demonen, met een supernatuurlijke kracht en snelheid, ze beschikken over giftige klauwen, kunnen Shimmeren Z hebben een reptielachtig uiterlijk en communiceren door middel van hoge schreeuwen. Manticores leven in een roedel, hebben geel bloed wat hen uniek maakt in de demonen encyclopedie. Soms planten Manticores zich voort met mensen, er ontstaat dan een hybride soort van demon, ze doden hun partner na conceptie, en voeden het kind op als een van hen.
- Masselin: Masselin is een demon die afspraken maakt met stervelingen, in ruil voor de menselijke offers, en maakt diegenen die de overeenkomst met hem sluiten rijk en beroemd. De onschuldigen die overgeleverd worden aan Masselin, worden door hem verslonden, om de zielen. Men kan deze demon niet vernietigen zonder eerst diegenen te bevrijden, die in hem gevangen zijn.
- Mercurius Demon: Een demon die kracht genereert uit energie terminals.
- Nanta: Een demon die kinderen verwisselt bij de geboorte, hen beschermt, en op hoge posities plaatst zodat kwaad een ingang heeft in de menselijke wereld.
- Necromancer: Armond de necromancer heeft de leiding over de doden, en gebruikt zijn kracht om hun geest te absorberen, zodat hij tijdelijk een lichaam heeft. Armond is de geest van een demon die vernietigd was door Penny Halliwell. Hij beschikt niet meer over eigen krachten, maar voedt zich met de zielen van de magische wezens die dood zijn zodat hij tijdelijk terug levend wordt, de duur van zijn levenskracht hangt af van de sterkte van zijn magische prooi.
- Necron: Necron is een skeletachtig wezen die bestaat tussen leven en dood. Deze demon kan elk levend wezen verbranden tot as om zich met zijn levenskracht te voeden. Deze gestolen levenskrachten zorgen ervoor dat Necron al eeuwen bestaat onder de niet levende. Hij moet voor een oneindige levenskracht zorgen, om te voorkomen dat hij verder afsterft.
- Nachtmerrie Leo: Een boze projectie van Leo door Wyatt Halliwell zijn nachtmerries. Hij was gezonden om Wyatt te kidnappen en hem naar de exacte plaats te brengen waar Gideon vermoord werd.
- De order: Een demonische sekte die eens de sterkste kracht van het kwade was, tot haar leider vernietigd werd. Men gelooft dat de leider van de orde, de reïncarnatie is van Wyatt Halliwell.
- Ordo Malorum: Voert het bevel over de demonische legioenen, en leiden deze generaals het gevecht tegen het goede. Om te promoveren in de onheilige hiërarchie, moeten ze de heksen vangen en vernietigen die de onschuldigen beschermen, en het goede nastreven. De dienaren van deze generaals ook wel bekend als tweedeniveaudemonen kan men identificeren aan de wapens die ze gebruiken.
- Odin & Cree: Odin is een demonische zigeunerjager, die de kracht heeft om magische zigeuners te onderscheiden van gewone mensen. Hij heeft een enige zoon Cree, die ook een zigeunerjager is. In een poging om Orin te stoppen met het doden van hun mensen, deed een groep van Shauvani zigeuners een krachtbundeling om Orin blind te maken, zodat hij nooit meer magische zigeuners zou herkennen. Als wraak begon Cree alle Shauvani's op te zoeken en te doden, waar hij letterlijk hun ogen uitsneed, op zoek naar de krachtige Boze oog dat de blindheid van zijn vader kan wegnemen, en hem nieuwe krachten zou verschaffen. Cree werd vernietigd door de Charmed Ones en Orin werd vernietigd door de Shauvani zigeuneres  Eva Niccolai.
- Parasieten: Parasieten zuigen andere magische krachten van magische wezens weg. Ze zogen de krachten op van Paige Matthews toen ze wilde weten wie er achter haar neefje Wyatt aan zat. Phoebe en Piper Halliwell redden Paige, waarbij Piper alles opblies. Pas nadat de Crone een visioen kreeg werd er over een wet gestemd in de demonische samenleving die verbood om op Wyatt Halliwell te jagen en hem te doden. Omdat dit tot meer schade zou leiden dan het profijt dat men ermee zou doen.
- Paul Haas: Is een demon van hoger niveau, die energieballen kan gooien.
- Phinks: Is een demon die Fantomen bezit.
- Bezetter Demonen: Een demon die zijn slachtoffers kan bezetten, ze houden hun slachtoffers onder complete controle. De bezitter demon wordt vernietigd door een zwevend hoofd, dat nadien een Avatar blijkt te zijn.
- Krachten makelaars: Zijn demonen die krachten verhandelen, en ruilen. Soms gebruiken ze stervelingen om hun krachten in op te bergen, totdat ze een koper vinden voor de kracht, en de kracht inmiddels niet gestolen kan worden. Mensen die geïnfecteerd zijn met een demonische kracht, worden angstig, paranoïde, agressief, demonisch en zullen uiteindelijk sterven als de kracht niet wordt weggenomen. De kracht kan verwijderd worden door een toverdrankje, of door de krachten makelaar.
- Rat Demonen: Rat demonen kunnen van vorm veranderen, in ratten of in mensen. Ze maken afspraken met mensen zoals Andrew Wilks die geld witwaste voor de Rat demonen. Ze kunnen een rode energieband oproepen die ze gebruiken om hun slachtoffers te wurgen, ze zijn supersnel.
- Raynor: Raynor is het hoofd van de Broederschap van de Doren en Coles oude mentor. Hij is op zoek naar een zeer krachtig amulet dat heksen beschermt. Alleen de slechtste demon heeft de kracht om het van de heksen te stelen. Als de beide helften van het amulet samen zijn beschermen ze magische krachten en kan het de demon onoverwinnelijk maken. Om de kracht van de amulet te activeren moeten beide helften samengevoegd worden en een spreuk worden uitgesproken.
- Reinhard: Een demon die geheel zwarte ogen heeft en een opmerkelijke tatoeage op zijn voorhoofd. Vijftien jaar geleden ontvoerde hij Christy Jenkins, hij werd bevroren door Burke.
- Rodriguez: Rodriguez is een demon van seizoen 1. Die zich opdrong in de menselijke wereld als een politie-inspecteur. Met de hulp van Tempus (de tijd demon), draaide ze de tijd elke dag terug, in een poging om alle drie de Charmed Ones in een keer te doden. Bij de eerste poging doodde hij Phoebe, de tweede poging doodde hij Phoebe en Piper, zijn pogingen om Prue te doden mislukte telkens. De Charmed Ones doorzien uiteindelijk zijn plan, en vernietigen Tempus en uiteindelijk Rodriguez. Dit tegen een hoge prijs: in de strijd komt Andy Trudeau om het leven in een poging om de Halliwells te redden.
- Saleel: Saleel is een serpent/reptiel demon, van een lager niveau, en moeilijk om op te sporen. Hij heeft de kracht van telekinese en doodt zijn slachtoffers door middel van slangwurging. Hij beraamde het plan om de macht te grijpen in de onderwereld door het doden van dwergen, om hun pot van goud te stelen waar ze goed geluk mee delen onder de mensen. Met het geluk zou Saleel de macht kunnen grijpen. Hij werd vernietigd door een vallende meteoor.
- Sargon: Een zielhandelaar net als Zhan.
- Sarpedon: Is een zwarte priester van hoger niveau, en de leider van de Infernal Raad in de onderwereld. Hij heeft de kracht om direct met de Bron te communiceren, teleportatie, vuurballen, demonen oproepen, Shapeshifting, Pyrokinese. Voor de zieneres de Infernal raad vernietigde heeft hij kunnen ontsnappen voordat hij geraakt werd door de vernietigingskracht.
- Schurft Demonen: Zijn demonen die een dodelijk zuur kunnen spuwen. Schurft demonen zijn immuun voor de krachten van heksen, en gewone wapens zoals een geweer. Enkel hun eigen gif kan hen vernietigen.
- Scavenger Demonen: Demonen die zich voeden met de resten van andere demonen. Scavenger demonen zijn van top tot teen bedekt met een blinkende, zwarte, verharde huid, ze scheiden een groene webachtige vloeistof uit. In sommige gevallen gebruiken ze deze vloeistof om neer te dalen van het plafond, om onverwachts hun prooi te verrassen, of om de slachtoffers in te wikkelen doordat ze het uit hun handpalmen schieten. Ver van een formidabele slechterik bezitten Scavenger demonen geen specifieke krachten, buiten het verdubbelen van fysieke kracht, ze kunnen vernietigd worden door een energiebal, maar zijn ook gevoelig voor heksenkrachten.
- Zeeheks: De Zeeheks is een oude vrouwelijke demon, die het element water controleert. Ze kan haar slachtoffers gevangennemen in een kolom van water. Ze controleert de natuurlijke omgevingen en kan zo regenstormen oproepen, tornado's, en vloedgolven. Ze is een fopster, daar ze meestal zeemeerminnen, die het beu zijn geworden in zee te leven, en hun onsterfelijkheid beu zijn ... Ze fopt de zeemeermin door haar benen te beloven zodat kan leven op aarde, tegen een prijs. Als de zeemeermin er niet in slaagt de ware liefde te vinden bij een sterveling, neemt de zeeheks haar haar onsterfelijkheid af. De Zeeheks werd vernietigd door Phoebe Halliwell door het gebruik van een gehoornde schelp Auger Shell.
- Seekers: Demonische neef van de vampier demon. Ze kunnen kennis absorberen door te bijten in de hals van het slachtoffer of hersenstam. Dit talent maakt dat ze een zeer gevaarlijke tegenstander zijn voor de Charmed Ones, naast de mogelijkheid om kennis te draineren uit de hersenstam, kunnen ze ook over de vloer zweven en teleporteren van plaats naar plaats. De Seekers waar de Charmed Ones mee in contact kwamen konden ook Shimmers aanvoelen en volgen, evenzeer als ook andere aanwezige demonen detecteren.